# Wiktor Kapitonow
Wiktor Arsenjewicz Kapitonow (ros. Виктор Арсеньевич Капитонов, ur. 25 października 1933 w Kalininie, zm. 5 marca 2005 w Moskwie) – radziecki kolarz szosowy i torowy, dwukrotny medalista olimpijski i brązowy medalista mistrzostw świata.

## Kariera
Największy sukces w karierze Wiktor Kapitonow osiągnął w 1960 roku, kiedy zdobył dwa medale podczas igrzysk olimpijskich w Rzymie. W indywidualnym wyścigu ze startu wspólnego wywalczył złoty medal, bezpośrednio wyprzedzając Włocha Livio Trapè oraz Belga Willy’ego Vanden Berghena. Ponadto wspólnie z Jewgienijem Klewcowem, Jurijem Mielichowem i Aleksiejem Pietrowem zdobył brązowy medal w drużynowej jeździe na czas. Na rozgrywanych trzy lata później szosowych mistrzostwach świata w Ronse razem z Mielichowem, Gajnanem Sajdchużynem i Anatolijem Olizarienko zdobył kolejny brązowy medal w drużynowej jeździe na czas. Wystartował również na igrzyskach w Melbourne w 1956 roku, lecz drużynowo był szósty, a rywalizację indywidualną zakończył na 32. pozycji. Ponadto zajął drugie (1961) i trzecie (1957) miejsce w klasyfikacji generalnej Wyścigu Pokoju, a razem z kolegami z reprezentacji zwyciężał w klasyfikacji drużynowej (1958-59, 1961-62). Zasłużony Mistrz Sportu ZSRR. Trener kolarskiej reprezentacji ZSRR w latach 1970–1988. Zdobył łącznie pięć złotych medali mistrzostw kraju, zarówno na szosie, jak i na torze. Nigdy nie zdobył medalu na torowych mistrzostwach świata.

## Najważniejsze zwycięstwa
- 1958 – mistrzostwo ZSRR, trzy etapy w Wyścigu Pokoju
- 1959 – mistrzostwo ZSRR
- 1960 – zwycięstwo na igrzyskach olimpijskich indywidualnie i brąz drużynowo
- 1963 – etap w Wyścigu Pokoju, brązowy medal w mistrzostwach świata drużynowo

## Odznaczenia
- Order Lenina
- Order Rewolucji Październikowej
- Order Przyjaźni Narodów
- Order „Znak Honoru”
- Medal „Za pracowniczą wybitność”